# Dorothée de Talleyrand-Périgord
Marie Dorothée Louise de Talleyrand-Périgord, dite « Dolly » par ses intimes, née le 17 novembre 1862 à Valençay et morte le 17 juillet 1948 à Paris, est une dame de la haute noblesse et une salonnière française. Connue de la haute société européenne de la fin du XIXe siècle et du début du XXe siècle, elle inspira entre autres Marcel Proust. Dorothée de Talleyrand-Périgord est la demi-sœur du prince de Sagan.

## Biographie
Fille de Napoléon-Louis de Talleyrand-Périgord (1811-1898), duc de Dino et de Talleyrand, et de Rachel Élisabeth Pauline de Castellane, elle naît en 1862 à Valençay.
Elle vécut son enfance dans les immenses domaines de Prusse de son père, héritier du duché de Sagan, et qui avait la double nationalité française et prussienne. Il siégeait ainsi à la chambre des seigneurs de Prusse. Elle l'accompagnait à la chasse au loup dans sa petite enfance. Elle épousa d'abord en 1881 Son Altesse Sérénissime le prince héréditaire Charles-Egon IV von und zu Fürstenberg, fils de S.A.S. le prince héréditaire Charles-Egon III, et de S.A.S la princesse Elisabeth Reuss-Greiz, et pendant la quinzaine d'années que dura ce mariage, la princesse « fut l'un des principaux ornements de la cour de Berlin ». Sa cousine germaine, la princesse Radziwill, née Castellane (1840-1915) tenait également à Berlin un salon brillant. Selon le neveu de cette dernière, Boni de Castellane : « Ma tante Radziwill, c’est le bœuf Apis en personne et la reine de Berlin. Lorsque ma future belle-sœur était princesse de Fürstenberg et régnait elle-même à Berlin, elle trouvait constamment sa cousine sur son chemin. Dans les cérémonies de la cour, tantôt c’était elle qui avait le pas, comme princesse médiatisée, sur sa cousine et future tante, tantôt c'était le contraire, parce que le prince Radziwill était grand écuyer de l’Empereur. ».
Elle demeurait aussi dans son palais de Donaueschingen. Devenue veuve, elle épousa en 1898 celui qui était deux fois son petit-cousin — par les Castellane et par les Talleyrand-Périgord — le comte Jean de Castellane, fils d'Antoine de Castellane.
Proust s'inspira d'elle, selon George Painter, pour le personnage de la jeune princesse de Guermantes, qui est née duchesse en Bavière et a une légère intonation allemande. Intelligente et spirituelle, elle tenait place des Saussaies un salon prestigieux. Elle reçut Guillaume II. On surnommait la comtesse de Castellane, la « Gräfin Jean » et André Germain disait d'elle qu'« elle avait toujours l'air de revenir de chez Wotan ». La comtesse Greffulhe, sa rivale, ne l'aimait pas.
Entre les deux guerres, son salon fut fréquenté par de nombreux hommes politiques, notamment Georges Leygues. André de Fouquières disait d'elle qu'elle « avait une beauté impérieuse et une prestance royale ».
Elle meurt en 1948, en son domicile du 4, place des Saussaies.